# Matheus Bumussa
Matheus da Costa Coelho Bumussa (Campina Grande, 3 de outubro de 1994) é um futebolista paralímpico brasileiro.
Ele começou a praticar futebol de 5 após conhecer o esporte por um amigo em 2012. Em março de 2018, foi convocado pela primeira vez para compor o elenco da Seleção Brasileira. Fez parte da equipe campeã nos Jogos Paralímpicos de Verão de 2020 em Tóquio.

## Títulos
- Copa América (2019)
- Jogos Parapan-Americanos (2019) - Medalha de ouro
- Jogos Paralímpicos (2020) - Medalha de ouro